# Вуктилвож
Вуктилво́ж (рос. Вуктылвож) — річка в Республіці Комі, Росія, ліва притока річки Вуктил, правої притоки річки Печора. Протікає територією Вуктильського міського округу.
Річка бере початок із болота Вуктил-Нюр, протікає на південний схід та схід.